# Andrija Hebrang (1899–1949)
Andrija Hebrang (ur. 21 listopada 1899 w Bačevacu, zm. 11 czerwca 1949 w Belgradzie) – chorwacki i jugosłowiański polityk.

## Życiorys
W 1919 roku w Osijeku wstąpił do Komunistycznej Partii Jugosławii. W 1928 roku wraz z Josipem Brozem Titą przewodniczył VIII zjazdowi zagrzebskich komunistów. Rok później za swą działalność polityczną został skazany na 12 lat pozbawienia wolności. Wyrok odbywał w Lepoglavie i Sremskiej Mitrovicy, gdzie grupa radykalnych komunistów oskarżyła go o „prawicowy oportunizm”.
W marcu 1941 roku został zwolniony z więzienia. Został członkiem Komitetu Centralnego Komunistycznej Partii Chorwacji. W 1942 roku trafił do obozu w Starej Gradišce. W tym samym roku w Bihaciu był uczestnikiem sesji założycielskiej Antyfaszystowskiej Rady Wyzwolenia Narodowego Jugosławii (AVNOJ). W październiku 1944 został komisarzem ds. handlu i przemysłu w Narodowym Komitecie Wyzwolenia Jugosławii (NKOJ). W marcu 1945 został ministrem przemysłu Jugosławii, a także uzyskał mandat parlamentarny. Był krytykiem polityki Jugosławii względem Chorwacji, która jego zdaniem godziła w jej interesy gospodarcze i polityczne. Z tego powodu w kwietniu 1946 został wydalony z biura politycznego Komitetu Centralnego KPJ, a następnie został usunięty z funkcji ministra.
W trakcie kryzysu jugosłowiańskiego był podejrzewany o bycie człowiekiem Stalina, który mógłby odebrać Ticie władzę. W maju 1948 został aresztowany i osadzony w belgradzkim więzieniu Glavnjača. Na podstawie fałszywych twierdzeń został oskarżony o zdradę i współpracę z ustaszami. 10 czerwca 1949 został zamordowany, choć oficjalnie podano, że popełnił samobójstwo. Parlament Chorwacji w czerwcu 1990 roku rehabilitował go, uznając go za ofiarę komunistycznych represji.
Był ojcem Andriji, także polityka.